# Roswell K. Colcord

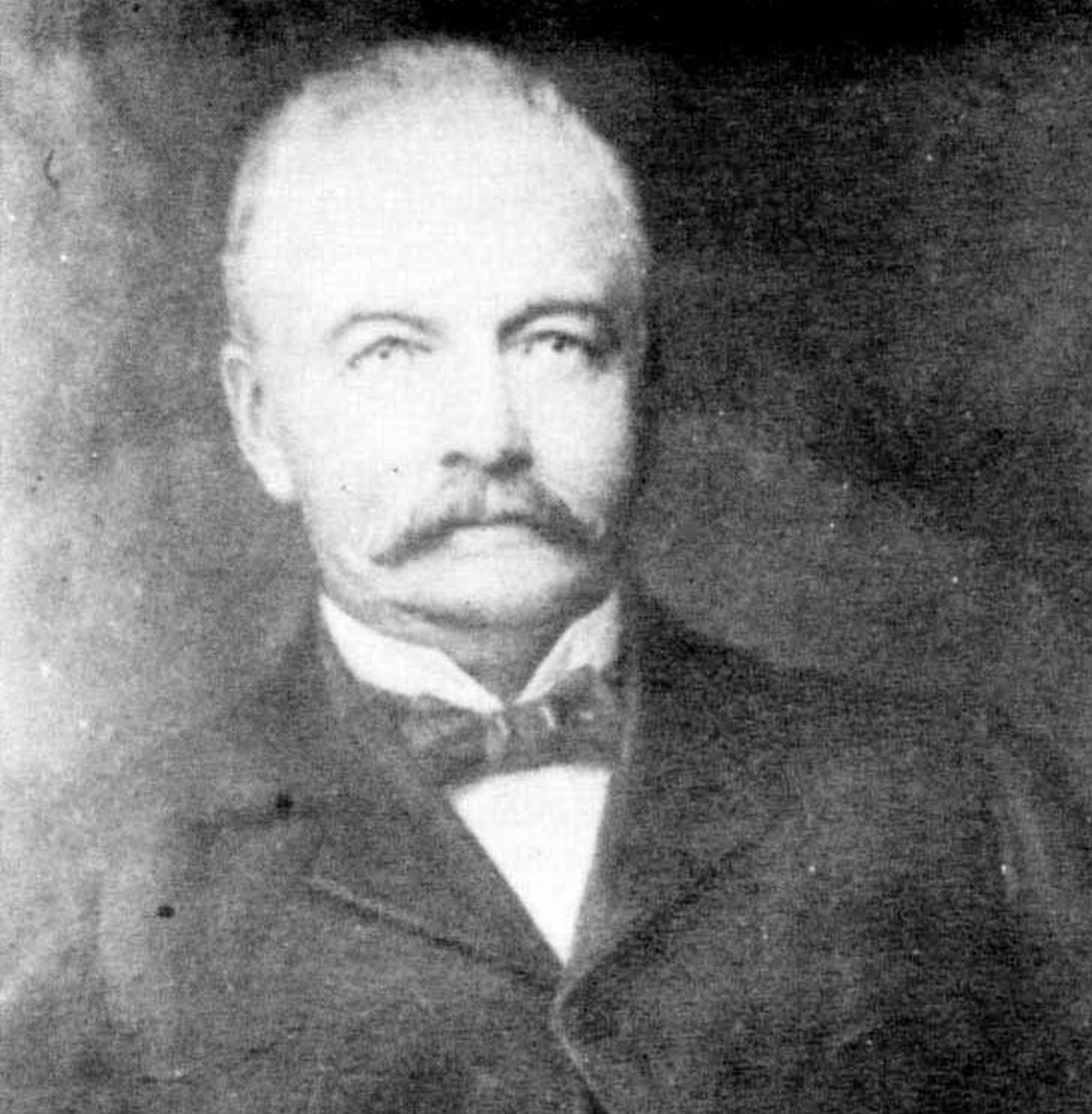
Roswell K. Colcord in den 1890er Jahren

Roswell Keyes Colcord (* 25. April 1839 in Searsport, Maine; † 30. Oktober 1939 in Carson City, Nevada) war ein US-amerikanischer Politiker (Republikanische Partei). Er amtierte von 1891 bis 1895 als Gouverneur des Bundesstaates Nevada.
Colcord wurde in Maine geboren, wo er eine Lehre als Zimmermann bei einem Schiffbauer machte. 1856 zog es ihn westwärts nach Kalifornien, später 1860 nach Aurora, Nevada und 1863 schließlich nach Virginia City, wo er ein erfolgreicher Bergbauingenieur wurde. Er gründete auch eine Anwaltskanzlei und wurde einer der bekanntesten Anwälte im Staat Nevada.
1891 zum Gouverneur von Nevada gewählt, stärkte Colcord die Wirtschaft des Staates. In seiner Amtszeit wurde ein Gesundheitsausschuss gegründet und bei öffentlichen Wahlen wurde die geheime Stimmabgabe eingeführt. Nach seiner Zeit als Gouverneur wurde Colcord Kommissar der United States Mint in Carson City, eine Stellung, die er von 1898 bis 1911 innehatte. Er erfreute sich bis zu seinem Tod im Alter von 100 Jahren einer relativ guten Gesundheit. Er wurde in Carson City beigesetzt.